# Au printemps
Au printemps (en russe : Vesnoï) est une nouvelle d’Anton Tchekhov, parue en 1886.

## Historique
Au Printemps est initialement publiée dans Le Journal de Pétersbourg, no 81, du 24 mars 1886, sous le pseudonyme A. Tchékhonté.

## Résumé
Le narrateur présente les effets du printemps sur différents personnages : Pantéleï le jardinier, Ivan Zakharov le chasseur qui rêve de ses futures chasses, Makar Denissytch le secrétaire d’un général qui écrit des contes que personne ne lit et qui est raillé par tous.

## Édition française
- Au printemps, traduit par Madeleine Durand et Édouard Parayre (révisé par Lily Denis), in Œuvres I, Paris, Éditions Gallimard, coll. « Bibliothèque de la Pléiade » no 197, 1968  (ISBN 978-2-07-0105-49-6).